# Моронес, Луис
Луис Моронес Негрете (исп. Luis Morones Negrete, Луис Наполеон Моронес, Luis Napoleón Morones; 1890—1964) — мексиканский профсоюзный лидер реформистского толка, политический и государственный деятель. Был прагматичным политиком, быстро поднявшимся из скромных корней к коридорам власти, заключая стратегические союзы. Занимал посты генерального секретаря Мексиканской региональной рабочей конфедерации (Confederación Regional Obrera Mexicana, КРОМ) в 1918—1936 и секретаря (министра) экономики при президенте Плутарко Элиасе Кальесе в 1924—1928.
Его называли «важнейшим профсоюзным лидером 1920-х годов… и, несомненно, решающим в послереволюционной реконструкции Мексики». Вместе с тем, его критиковали за организационное и идеологическое подчинение профсоюзов и рабочего движения правительству и интересам буржуазии, а его коррумпированность и демонстрация своего богатства слыли неприличными. Оттеснён от власти после победы на президентских выборах 1928 года Альваро Обрегона, который был убит до инаугурации.

## Биография

### Ранние годы. Мексиканская революция

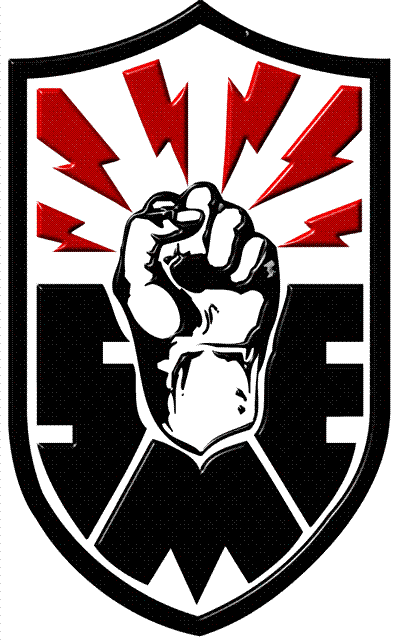
Логотип Мексиканского профсоюза электриков

Моронес родился 11 октября 1890 года в Тлалпане, делегасьоне Мексиканского федерального округа, был единственным ребёнком Игнасио Моронеса и его жены Рафаэлы Негрете, рабочих-текстильщиков из Халиско. Поженившись в 1888 году, пара переехала в столицу, чтобы найти работу на текстильной фабрике Сан-Фернандо в Тлалпане. Фабрика закрылась в 1895 году, и пара оказалась в стеснённых обстоятельствах, но не вернулась в Халиско. Семье помогали девять сестер Рафаэлы, чья помощь позволила Луису посещать и окончить начальную школу. Он также научился печатать и стенографировать — навыки, которые, впрочем, никогда не использовал. Хотя его родители хотели, чтобы он стал ткачом, работавший с 12 лет Луис в 17 лет устроился электромонтёром, ремонтируя все типы электродвигателей. В карточке электрика он указан как «Луис Н. Моронес».
В первые годы Мексиканской революции он присоединился к радикальной анархо-синдикалистской организации Дом рабочих мира (Casa del Obrero Mundial, COS) в 1913 году. Затем в 1915 году участвовал в учреждении Мексиканского профсоюза электриков (Sindicato Mexicano de Electricistas, SME), действовавшего на Мексиканской телефонной и телеграфной компании. Позже SME присоединился к COS. Был одним из создателей и первым генеральным секретарем Федерации профсоюзов Федерального округа.
Во время революции он поддерживал фракцию конституционалистов, а также её гражданского лидера Венустиано Каррансу, который стал президентом Мексики после поражения других фракций. Карранса искал поддержки в рабочем классе против своих конкурентов и врагов, особенно популярных в народе революционных генералов Эмилиано Сапаты, лидера революции в Морелосе, и бывшего генерала-конституционалиста Панчо Вильи. Лучший генерал Каррансы, Альваро Обрегон, оставался ему верен, и тому было поручено заручиться поддержкой рабочих.
В феврале 1915 года после заключения столичными профсоюзами соглашения с Обрегоном о поддержке конституционалистов из городских рабочих начали формировать «красные батальоны» для борьбы с крестьянскими армиями Сапаты и Вильи, однако Моронес, назначенный управляющим национализированной телеграфной и телефонной компанией Мехико (что в условиях военного времени имело стратегическое значение), выступал против создания этих батальонов, видя в Обрегоне и Каррансе лишь временных попутчиков. Таким образом, он распределял ставки на случай, если те не выиграют, и стремился сберечь силы для самостоятельной политической борьбы. После победы Обрегона над Вильей в битве при Селайе в 1915 году к власти пришли конституционалисты, а Карранса стал президентом. Хотя тот раньше нуждался в поддержке организованного рабочего класса, он отказался от неё, едва придя к власти. Электрики участвовали во всеобщей забастовке в Мехико в 1916 году. Карранса был возмущен, закрыл Дом рабочих мира, объявил стачку предательством и грозил смертной казнью её организаторам. Обрегон уберёг Моронеса от расправы, но тот был на время заключен в тюрьму, а затем покинул столицу и отправился в провинциальную ссылку в Пачуку.

### Ведущий профсоюзный лидер
Глава Американской федерации труда США Самуэль Гомперс хотел использовать КРОМ, чтобы втянуть Мексику в Первую мировую войну на стороне Антанты. В 1916 году он пригласил мексиканских рабочих лидеров направить на встречу на границе США и Мексики в Эль-Пасо, штат Техас, делегацию. В неё вошли Моронес и мексиканский художник и революционер доктор Атль. На тот момент 12 американских солдат были убиты и 23 взяты в плен на границе, а президент Вудро Вильсон угрожал войной с Мексикой, если они не будут освобождены. Вмешательство мексиканских и американских рабочих лидеров помогло освободить пленных и снять угрозы войны.
Гомперс стал образцом для подражания для Моронеса, который по примеру американских коллег отказался от радикальных требований, опирался на сотрудничество с властями и пользовался услугами гангстеров для борьбы с левой оппозицией в профсоюзах. Из-за этого попытки возглавленного им КРОМ присоединиться к международному Амстердамскому интернационалу профсоюзов терпели неудачу — европейские социал-демократы считали мексиканское профобъединение креатурой АФТ и полукриминальной организацией.
С 1916 по 1918 год Моронес участвовал в политических и рабочих организациях и конгрессах, выступив одним из основателей первого крупного профсоюзного объединения в стране — Мексиканской региональной рабочей конфедерации В 1919 году он заключил секретное соглашение с Обрегоном о поддержке его кандидатуры против гражданского преемника Каррансы Игнасио Бонильяса. В 1920 году три революционных генерала из Соноры — Альваро Обрегон, Адольфо де ла Уэрта и Плутарко Элиас Кальес — восстали против Каррансы в соответствии с планом Агуа-Приеты. Моронес поддержал Обрегона и помог ему стать президентом на выборах 1920 года. Во время правления Обрегона он отвечал за военную промышленность, став директором государственных военных заводов.

### Восхождение к власти
В августе 1919 года на первом Национальном социалистическом конгрессе, призванном объединить все социалистические силы страны, шла ожесточенная борьба между Моронесом, Хосе Алленом и американцем Гейлом. В итоге, Аллен преобразовал Соцпартию в Коммунистическую партию Мексики, а Гейл ушёл с конгресса и образовал собственную Мексиканскую коммунистическую партию. Моронес же, ставший воплощением реформистско-националистической линии в профсоюзном движении (в противовес доминировавшей ранее анархо-синдикалистской и революционно-социалистической), создал Мексиканскую лабористскую (трудовую / рабочую) партию (Partido Laborista Mexicano PLM) и её печатный орган El Sol.
Он был избран в Палату депутатов Мексики, где его основная роль заключалась в посредничестве между рабочим классом и правительственной верхушкой. Проводимая Моронесом линия классового сотрудничества и подчинения профсоюзов правительственному контролю привела его к конфликтам с коммунистическими и социалистическими элементами рабочего движения, для силового подавления которых и пресечения попыток образовать независимые профсоюзы он не гнушался использовать своё влияние и связи во власти. При этом в 1921 году КРОМ интересовался контактами с Профинтерном, а во время своей зарубежной поездки 1923 года министр Моронес намеревался посетить и Москву, но отказался, оскорбившись требованием заполнить визовые анкеты в полпредстве СССР в Берлине.
В 1923 году Моронес поддержал Кальеса в вооруженном конфликте того с де ла Уэртой за пост президента на выборах 1924 года. Кальес вознаградил его за его лояльность, назначив в 1924 году министром промышленности, торговли и труда страны. Среди прочего, министр был автором «нефтяного закона» 1925 года, призванного усилить государственный контроль за эксплуатирующим недра страны иностранным капиталом, предписывая иностранным нефтедобывающим компаниям переоформить свои концессионные договора.
В то же время Моронес продолжал возглавлять КРОМ, используя свой правительственный пост не только для удовлетворения отдельных экономических требований рабочих (например, введения обязательных коллективных договоров на предприятиях, запрета штрейкбрехерства, подписания отраслевого тарифного соглашения в текстильной промышленности), но и для ослабления конкурирующих профсоюзов и противодействия забастовочной активности.
Так, Моронес фактически объявил вне закона анархо-синдикалистскую Всеобщую конфедерацию трудящихся, преследовал католические профсоюзы, добился высылки из страны многих леворадикальных активистов, расправлялся с политическими противниками (убийство боевиками КРОМ сенатора Хурадо и коммунистических агитаторов) и со своими собственными функционерами, выходившими из-под его контроля, и разгромил независимое стачечное движение, например, Конфедерации работников транспорта и связи. Этот период был вершиной могущества Моронеса в Мексике. Однако его падение оказалось не менее стремительным.

### Падение
Перед выборами 1928 года, на которых снова собирался баллотироваться Обрегон, их напряжённые отношения с Моронесом, выступившим против его кандидатуры, переросли в открытую вражду. КРОМ и его лидер порвали с Мексиканской лабористской партией Обрегона. Моронес заявил, что кромисты не будут сотрудничать с режимом Обрегона и готовы пойти на баррикады и погибнуть в борьбе против «новых Бастилий». Обрегон победил на выборах, но был убит ещё до вступления в должность. Смерть Обрегона от рук религиозного фанатика вызвала слухи о том, что убийством стоит Моронес (и, возможно, его друг и покровитель Кальес). Узнав о покушении на их лидера, несколько групп обрегонистов с пулеметами рыскали по столице в поисках Моронеса, укрывшегося по приказу президента в подвале одного из военных заводов. распространился. В итоге, Кальес решил пожертвовать Моронесом, вынудив его и соратников по «группе действия» КРОМ уйти в отставку из правительства.
Моронес и другие лидеры КРОМ в 1920-х годах обогатились за счет коррупции. Моронес стал крупным землевладельцем, которому принадлежали владения в районе Тлалпан и роскошным отелем в Мехико. Министр-профбосс вёл шикующий образ жизни, щеголял своим незаконно нажитым богатством, демонстрацией бриллиантовых колец и дорогих автомобилей, что привело к обвинениям в лицемерии, цинизме и моральном разложении. Полпред СССР Станислав Пестковский писал, что тот «принадлежит к числу людей, разбогатевших на мексиканской революции, и является ловким политическим спекулянтом», а его преемница в советском полпредстве Александра Коллонтай считала Моронеса «человеком с душком фашизма».
Результатом было ослабления влияния КРОМ среди её рядовых членов, и профсоюзы начали покидать ряды конфедерации. К 1932 году от КРОМ откололось большинство активистов во главе с лидером профсоюза педагогов Висенте Ломбардо Толедано, образовав Конфедерацию трудящихся Мексики; в КРОМ оставались только профсоюзы из текстильной промышленности. Моронес утратил и большую часть своей политической власти в период с 1928 по 1932 год в период негласного правления Кальеса, известного как «Максимат».
В июне 1935 года принял участие в попытке государственного переворота, предпринятой Кальесом против нового президента Ласаро Карденаса. В апреле 1936 года Моронес был арестован в связи с попыткой подрыва поезда между Мехико и Веракрусом (динамитный взрыв убил 13 и ранил 18 человек), которую кабинет Карденас расценил как часть антиправительственного заговора. По данным сразу из нескольких источников, за терактом стоял Моронес. Он был выслан из страны вместе с Кальесом и последними оставшимися влиятельными кальистами в Мексике. В изгнании Моронес жил в Атлантик-Сити, штат Нью-Джерси (США), и дальше выступая с нападками на левое правительство Карденаса, а через несколько лет вернулся в Мексику, где продолжал оказывать влияние на деятельность ослабевшей КРОМ.